# 니삿타이촌
니삿타이촌(爾薩体村)은 이와테현 니노헤군에 설치되었던 촌이다. 현재의 니노헤시에 해당한다.